# Nordövårtkråka
Nordövårtkråka (Philesturnus rufusater) är en fågel i den lilla nyzeeländska tättingfamiljen vårtkråkor.

## Utbredning och systematik
Nordövårtkråkan förekommer i Nya Zeeland och var tidigare vitt spridd på Nordön, men begränsad till Hen Island på 1950-talet och numera införd och spridd till ytterligare satellitöar. Fram tills nyligen betraktades den som en underart till P. carunculatus och vissa gör det fortfarande.

## Status
IUCN kategoriserar den som nära hotad.